# 四连碓造纸作坊
四连碓造纸作坊位于中国浙江省温州市瓯海区泽雅镇，北斗山脚龙溪中游，占地约0.28平方千米，是中国古代造纸术的活化石。
泽雅山区水多竹茂，元明时代的先民在此顺溪建造水渠、碓轮及纸坊，并与山水浑然一体。鼎盛时期有数千人从事造纸，到处是水碓和纸坊，所以泽雅在明代也被称为“纸山”。其中四连碓造纸作坊建于明朝初年，水渠长约230米，顺流分4级水碓，可反复利用水力资源，故名“四连碓”。
2001年，四连碓造纸作坊被中国国务院列为第五批全国重点文物保护单位。